# Drastic Measures
Albums de Kansas
Vinyl Confessions
(1982) Power
(1986)
Singles
Drastic Measures est le neuvième album studio de Kansas publié en juillet 1983.
Produit par Neil Kernon, Drastic Measures est d'une sonorité proche de Foreigner ou Loverboy et très éloignée du hard-rock progressif qui avait établi la réputation et le succès du groupe dans les années 1970. C'est le tout premier album du groupe à ne pas comporter de violon en raison du départ non remplacé de Robby Steinhardt dès la fin de la tournée américaine de 1982 effectuée en promotion de l'album Vinyl Confessions. De même, le guitariste et principal compositeur Kerry Livgren ne signe que trois titres sur les neuf de l'album, délaissant la composition au profit de John Elefante qui prend de facto la direction musicale de Kansas. La lente désintégration humaine et musicale de Kansas se poursuit donc avec Drastic Measures, album qui est généralement considéré par les membres fondateurs du groupe comme un album solo de John Elefante accompagné par Kansas.
Après avoir accompli une tournée nord-américaine à l'automne 1983 en double tête d'affiche avec Heart, Kansas se sépare après un tout dernier concert le 31 décembre 1983 actant officiellement les départs du bassiste Dave Hope et de Kerry Livgren. 

## Titres
- Fight Fire With Fire (Dino Elefante, John Elefante) – 3 min 40 s
- Everybody's My Friend (Dino Elefante, John Elefante) – 4 min 9 s
- Mainstream (Kerry Livgren) – 6 min 36 s
- Andi (J. Elefante) – 4 min 15 s
- Going Through the Motions (Dino Elefante, John Elefante) – 5 min 43 s
- Get Rich (Dino Elefante, John Elefante) – 3 min 43 s
- Don't Take Your Love Away (Dino Elefante, John Elefante) – 3 min 44 s
- End of the Age (Kerry Livgren) – 4 min 33 s
- Incident on a Bridge (Kerry Livgren) – 5 min 37 s

## Singles
- Fight Fire with Fire, classé n°58 du Billboard Hot 100 le 3 septembre 1983
- Everybody's my Friend, non-classé.

## Clips
- Fight Fire with Fire
- Everybody's my Friend

## Musiciens
- John Elefante : claviers, chant
- Kerry Livgren : claviers, guitares
- Rich Williams : guitares
- Dave Hope : basse, chœurs
- Phil Ehart : batterie

## Éditions
- 1996 : CD, Legacy/Epic Associated ZK 66426, EAN/UPC 0074646642627
- 2011 : CD, Rock Candy CANDY096, EAN/UPC 0827565057290[1]